# Grotta Chauvet
La grotta Chauvet, pronuncia francese: [ʃoˈ.ve], pronuncia occitana: [tʃawˈvɛt]; è uno dei più noti e importanti siti preistorici europei, ricco di testimonianze, simboliche ed estetiche, del Paleolitico superiore

## Localizzazione
La grotta di Chauvet, prende il nome dal suo scopritore, si trova presso la colline delle Cirque d'estre Vallon-Pont-d'Arc nell'Ardèche (regione Auvergne-Rhône-Alpes). La sua scoperta risale al 18 dicembre 1994 a opera dello speleologo e fotografo Jean-Marie Chauvet, accompagnato da due amici, Éliette Brunel e Christian Hillaire. Chauvet aveva sistematicamente esplorato la zona alla ricerca di grotte archeologiche, ritenendo, a ragione, che l'area potesse dare un importante ritrovamento. E infatti, dopo aver scoperto ed esplorato più di venti grotte con pitture, graffiti e reperti, ha trovato la magnifica grotta che ora porta il suo nome.

## Descrizione
La grotta corre per oltre 500 metri all'interno della montagna, e fu scavata nei millenni dal fiume Ardèche. Di grandissima bellezza, ha lunghe pareti traslucide di cristalli e cupole iridescenti.
Viene resa famosa dalla scoperta, nel 1994, di numerose pitture parietali risalenti all'uomo di Cro-Magnon, del Paleolitico superiore. Il nostro antenato abitava all'epoca questa zona che offriva un paesaggio simile alla tundra, ed era desolata e fredda.
La grotta presenta pitture e incisioni di diversi animali quali bisonti, mammut rossi, gufi, rinoceronti, leoni, orsi, uri, cervi, cavalli, iene, renne, lupi (pochi) ed enormi felini scuri (forse leopardi). Soli o ritratti in branco, nei colori resi disponibili dagli elementi naturali, gli animali ritratti assommano ad oltre 500 opere databili dai 36.000 ai 32.000 anni fa, nel Paleolitico superiore. Possiamo ipotizzare che questo luogo fosse un importante centro di culto dell'epoca.
Le figure hanno un dinamismo potente e la mancanza di definizione (molte sono abbozzate, ma non terminate) contribuisce a dare all'insieme un carattere magico e quasi ipnotico. Gli animali paiono uscire dalla roccia stessa o rientrarvi a seconda della prospettiva e dei giochi di luce. Questo tipo di organizzazione estetica è comune a tutta l'arte visiva del Paleolitico. Nella grotta troviamo anche ossa di vari animali (non ossa umane), teschi di Ursus spelaeus e una roccia che per risalto e forma può sembrare quasi un altare primitivo, su cui tra l'altro è appoggiato un cranio di orso, quasi fosse stato offerto o utilizzato per qualche rito.

### La Sala del Fondo
Se si accetta questa teoria, la sala più interna della grotta Chauvet (la Sala del Fondo), avrebbe potuto rappresentare il fulcro del viaggio iniziatico. Qui infatti scende un pendente che si innalza a 1,20 m dal suolo, e da questo uno strano essere ibrido e antropomorfo guarda la parete dinnanzi. Ha corna frontali che gli danno il vago aspetto di un bisonte e occhi tondi come se fossero di un insetto. Alcuni lo hanno chiamato lo Stregone della grotta.
Il pendente ha una chiarissima forma fallica e si pone davanti ad una cavità dall'evidente forma vaginale. Le forme del pendente, incompiute e difficili da analizzare, paiono tracciare le linee opulente di un corpo femminile, molto simili alle statuette a tutto tondo reperite in numerosi luoghi in Europa.
Questa suggestiva fusione di forme maschili e femminili, animalesche e umane, aiutata dalle caratteristiche proprie della "sala" stessa deve averle dato una valenza particolare. Una terza figura unisce la donna all'essere ibrido ed è una chiara figura leonina, che ancora rimanda al cerchio morte-vita-rigenerazione che emerge chiaramente in tutte le testimonianze di questo nostro passato ancestrale. La figura del leone diverrà una figura mitica ed allegorica sin nei bestiari medioevali, restando associata ai suoi significati originari. Il leone viene ad impersonare la figura di un Dio arbitro di morte e portatore di vita, ma soprattutto di una rinascita totale che è fuori dalle possibilità umane
Questa ipotesi suggestiva si basa sull'analisi comparata di forme religiose arcaiche sopravvissute sino ad oggi o documentate (a partire da Frazer, ne Il ramo d'oro e poi in molti altri studi) più che su fatti archeologici, ritrovamenti o prove. La realtà è che non sappiamo nulla di una cultura che, definita appunto "pre-istorica", non ha lasciato molto di sé, e dobbiamo tenerci lontani dal confondere le ipotesi (spesso ispirate da contaminazioni vagamente new age) dai fatti.
Quello che emerge dai "fatti" è solo che le impronte rosse delle mani su diverse pareti della grotta sono state eseguite da uno stesso individuo (riconoscibile perché c'è traccia di un suo lieve difetto fisico: il quinto dito della mano destra presenta la falange distale lievemente piegata verso l'interno), che molte pitture hanno al di sotto tracce di immagini precedenti anche di 5000 anni, che non vi sono resti umani, che la grotta una volta era meno profonda e disagevole (si è poi sigillata a causa di una frana), che vi venivano adoperate torce in legno, che era frequentata da orsi non si sa se contemporaneamente alla frequentazione umana, che le pitture paiono così fresche perché ricoperte di calcite, che chi l'ha frequentata circa 30000 anni fa non ha visto molte concrezioni e stalattiti che vediamo oggi in quanto non ancora formate (fonte: Cave of Forgotten Dreams di Werner Herzog).

## Aspetti sociali e simbolismi
La grotta è ricca di evoluzioni nella tecnologia della lavorazione della pietra, dei materiali scolpibili (steatite, avorio) e nella produzione di nuove armi e tecniche di raccolta.
È caratterizzata da un'arte volta alla scultura e all'incisione di figure femminili, solitamente in pietra o avorio, di gioielli e soprattutto di ornamenti, simbolo di appartenenza ad un credo e ad un gruppo sociale. Questi sono usualmente fatti di conchiglie, denti di animali e steatite. I reperti di questo periodo sono altamente figurativi e spesso complessi, grazie ad una struttura sociale che, supponiamo, era in grado di comunicare, tramandare e trasporre visivamente concetti simbolici articolati che caratterizzeranno l'opera umana in tutti i periodi a venire.
I materiali usati in queste lontane forme d'arte sono moltissimi e scelti con cura, come con cura erano lavorati. Ulteriori reperti ci dicono chiaramente che la musica faceva già parte dell'espressività di quei popoli.

## La replica
Nell'aprile 2015 è stata aperta al pubblico la replica della grotta Chauvet-Pont d'Arc, che permetterà a tutti di ammirare, tramite una perfetta riproduzione, la grotta e le sue manifestazioni d'arte parietale. È il più grande duplicato di grotta paleolitica mai realizzato al mondo, dieci volte più grande del facsimile di Lascaux. Tutti gli elementi geologici ed artistici, quali stalagmiti, stalattiti, formazioni rocciose, pitture e incisioni rupestri, sono stati riprodotti in scala 1:1 in un ambiente sotterraneo identico all'originale. I sensi dei visitatori vengono stimolati dalle stesse sensazioni visive ed acustiche, riprodotte con estrema cura.

## Documentari
Nel 2010 il regista Werner Herzog ha girato al suo interno il documentario in 3D Cave of Forgotten Dreams.